# 黄河球壳蛞蝓
黄河球壳蛞蝓（学名：Globophiline huanghenensis）为壳蛞蝓科球壳蛞蝓属的动物，是中国的特有物种。分布于黄河口等地，属于温带性种类。其常栖息于潮下带浅水区泥砂质底。